# Hans Pflügler
Johannes Christian "Hansi" Pflügler (Freising, 27. ožujka 1960.), bivši je njemački nogometaš.
Mogao je igrati i kao lijevi krilni branič i kao središnji branič, a cijelu je karijeru proveo u FC Bayern Münchenu.

## Nagrade i uspjesi
Klupski uspjesi
- Bundesliga: 1984./85., 1985./86., 1986./87., 1988./89., 1989./90.
- Njemački kup: 1981./82., 1983./84., 1985./86.; doprvak 1984./85.
- Kup prvaka: doprvak 1986./87.

Reprezentativni uspjesi
- FIFA SP: 1990.

## Vanjske poveznice
- Statistika na Fussballdaten.de (njem.)